# Sony Pictures Digital
La Sony Pictures Digital (precedentemente nota come Columbia TriStar Interactive, Sony Pictures Interactive Network e Sony Pictures Digital Entertainment) è un'unità operativa di Sony Pictures Entertainment (SPE). Esegue il controllo delle produzioni digitali di intrattenimento on-line di SPE ed è composto da Sony Pictures Mobile, Sony Pictures Digital Networks e altri. Sony Pictures Digital è meglio conosciuta come creatore interattivo di siti web digitali per SPE.
La società è registrata con il nome commerciale di Sony Pictures Digital Productions Inc., anche se è conosciuta come Sony Pictures Digital. È apparso nel 2006 con una variante di copyright sulla maggior parte dei siti Sony Pictures. Attualmente la società è diretta da Robert Osher, presidente di Digital Productions ed amministratore delegato della Columbia TriStar Motion Picture Group.
Nel 2005, il nome del gruppo è stato cambiato in Sony Pictures Digital Sales and Marketing e comprendeva tutte le aree di creazione e marketing multimediali interattivi per SPE, tra cui giochi, mobile, siti web, design e vendite.
La compagnia è stata anche co-produttrice insieme a ShadowMachine Films, Stoopid Monkey, Williams Street e Cartoon Network per lo show Robot Chicken, fino alla stagione 5.
Ha prodotto anche videogiochi per la Columbia Pictures Industries come Q*bert.